# 江淹
江淹（444年—505年），字文通，济阳考城（今河南省商丘市民权县）人，南朝官员、文學家。江淹少时孤贫好学，六岁能诗，十三岁丧父（出身士族中最低的次門寒素）。江淹历仕南朝宋、齐、梁三代，早年仕途上不甚得志。泰始二年（466年），江淹转入建平王刘景素幕下，受广陵令郭彦文案牵连，被诬受贿入狱，在狱中上书陈情获释。刘景素密谋叛乱，江淹曾多次谏劝，刘景素不纳，贬江淹为建安吴兴县令。宋顺帝升明元年（477年），齐高帝萧道成执政，把江淹自吴兴召回，并任为尚书驾部郎、骠骑参军事，大加重用。之後一路官運亨通，終於在梁初攀升到高位的散骑常侍、左卫将军，受封伯爵，以金紫光禄大夫之位退休。

## 生平

### 幼年·初仕
江淹的祖父江耽和父親江康之都在南朝宋任縣令（六品），家世不高。江淹六歲能詩，十三岁时父亲去世，家境贫寒，靠砍柴供养母亲，但是他非常好学，仰慕司马相如、梁鸿的为人，喜欢学习写文章。江淹約在460年代中期就开始入仕，最早是担任“南徐州从事”的小官。“从事”在当时是地方州郡长官自己任命的一种属官，大概等於现在的助理。这样的官职没有较高的品秩和待遇，实际上还不能算是朝廷正式的官员，但是能够接近掌权者。接着他转任“奉朝请”，这也是一种类似天子随从的官职，在當時已經降低為次門寒士的起家官。泰始二年（466年），江淹跟从建平王刘景素於南兗州，刘景素是一位喜好结交士人的王爷，江淹的仕途似乎頗有希望。約在此時，江淹被出身高門甲族的大隱士何點（437-504年）另眼相看，讓他打破寒素出身的界限，於名士社交圈逐漸顯名。

### 陷狱和親情
不久，广陵县令郭彦文因事获罪，在审问过程中連累江淹，謊稱江淹收受賄賂，江淹因而判罪入狱。江淹在獄中上书刘景素陈情喊冤，在陈情书中说：「下官本来是一个出身平凡的布衣平民，因仰慕王爷的仁义，才来投靠王爷担任僚属。王爷以国士的规格礼遇我，我也经常思图报效。不料遭到小人的谗毁，这种事是古代贤人都无法避免的，何况我一个普通人。如果我確實有罪，理当伏法受诛，但是在眼下的清明盛世，我却有冤情未申，希望王爷能够垂询明白。」刘景素看了陈情书后，当天就把江淹放了出来。之後江淹被推舉為南徐州秀才，於考試對策中獲得「上第」的成績，不但鄉品因此提高，更得以遷轉南徐州刺史、巴陵王劉休祐的王國左常侍；471年，江淹再度跟随刘景素坐镇荆州。

### 劝免与去官
泰豫元年（472年）南朝宋后废帝刘昱即位，当时年仅十岁。但是这位皇帝性格残暴，喜怒无常，登基之后更不受管束，甚至经常亲手杀无辜的人。當年轉任南徐州的刘景素手中握有大权，因此左右劝说他舉兵谋反。江淹不赞成谋反，多次劝说：「流言招禍，二叔所以同亡；抵局懷恨，七國於是俱斃。殿下不求國家之安，而聽信左右之計，則復見麋鹿霜露棲於姑蘇之臺矣。」但是刘景素没有采纳，反而日夜加紧谋劃。江淹知道事发就在眼前，于是写了《效阮公詩十五首》赠给刘景素，来劝谏他，然而无用。
元徽二年（474年）適逢南东海太守陸澄在家居丧，不能行使政事。当时江淹的职务是镇军参军，兼任南东海郡丞。江淹想以郡丞代理郡守，但是刘景素却任用了另外一个人司馬柳世隆。江淹多次请求，触怒刘景素，于是被贬为建安吴兴县（今福建浦城）令。元徽四年（476年）秋，刘景素在南徐州的京口起兵造反，但不久即被平定。与刘景素一同谋逆的人都被誅杀，然而江淹只是免去了官职。因此，江淹在吴兴县令任職三年后，就去官为民。

### 再仕·一路升迁
南朝宋顺帝升明初年（477年），齊王萧道成聽聞江淹的文才，於是应召江淹入仕为官，授以尚書駕部郎，驃騎參軍事之職。当时朝廷由萧道成辅政，江淹做官不久就遇到荆州刺史沈攸之叛乱，萧道成问他有什么对策，江淹说刘邦和曹操之所以能够以弱胜强，原因在于他们在道义上而不是势力上强过对方。江淹又具体分析了五個萧道成必勝、沈攸之必败的因素：「主公雄武有奇略，一勝；寬容而仁恕，二勝；賢能畢力，三勝；民望所歸，四勝；奉天子而伐叛逆，五勝。沈攸之志銳而器小，一敗；有威而無恩，二敗也；士卒瓦解，三敗；縉紳不懷，四敗也；懸兵數千里，而無同惡相濟，五敗。」萧道成很赞赏他的分析，由此江淹又获得重用。
升明三年（479年）宋顺帝劉準禅位於萧道成，南朝齐建立。齐高帝萧道成建元初年（479年），江淹担任豫章王记室（类似现在的秘书）并兼任东武县令，参与草拟诏书法令，并参与撰写国史。不久又升任中书侍郎，正式进入齐朝政治核心，齊高帝蕭道成所著的文詔，由江淹負責撰次。此后，江淹更是仕途平坦，一路升迁。齐武帝永明初年（483年），升任骁骑将军，仍然参与修撰国史。随后任建武将军，到地方担任庐陵内史。担任了三年地方官后，永明四年（486年）复任骁骑将军，朝廷詔令江淹造歌，江淹不依胡道安、傅玄製《祀先農迎送神升歌》及《饗神歌》二章。后来江淹还兼任过尚书左丞、国子博士和御史中丞。
齐明帝萧鸾当宰相時，因向御史中丞江淹說：「您以前當尚書時，非公事不妄行，在官寬猛相濟能折衷；現在為中丞，足以震肅眾多官僚。」江淹答說：「今日之事，可謂當官而行，更恐才劣志薄，不足以仰稱明旨耳。」於是江淹彈劾了中書令謝朏、司徒左長史王繢、護軍長史庾弘遠，並以久疾不預山陵公事；又彈劾前益州刺史劉悛、梁州刺史陰智伯兩人貪贓巨萬，立即拘押給廷尉治罪；還有臨海太守沈昭略、永嘉太守庾曇隆，及諸郡二千石並大縣官長多被彈劾。江淹弹劾了不少中央和地方官员，讓朝廷纲纪为之一振，內外肅然。齐明帝蕭鸞称赞江淹说：“刘宋以来，不再有法度严明的御史中丞了，现在你可以说是唯一的一个。”
齐明帝即位（494年）后，江淹也官运不断，先是担任临海王长史，不久转任廷尉卿（掌管刑罚的官）、给事中（古代言官的一种）。再升任冠军长史、辅国将军，出任宣城太守四年，然后回来任黄门侍郎、步兵校尉、秘书监。齊朝初朝廷詔令江淹改造樂章《宋鳳皇銜 書伎辭》。

### 三仕·晚年
南朝齐永元二年（500年），齐帝东昏侯蕭寶卷荒淫无道，崔慧景举兵造反围攻京城建康，城內許多官员和士绅紛紛拿着名片投身於崔慧景，只有江淹谎称有病不去。叛乱平复之后，世人都佩服江淹有远见。此年江淹任職祕書監兼衛尉，謂人曰：「此非吾任，路人所知，正取吾空名耳。且天時人事，尋當翻覆。孔子曰：『有文事者必有武備。』臨事圖之，何憂之有？」
永元三年（501年），东昏侯杀害平乱功臣萧懿，导致萧懿之弟萧衍发兵攻打建康，拥立新主齐和帝萧宝融 。此年江淹調遷吏部尚書。後來蕭衍帶兵至新林（今江蘇省南京市西南），縉紳官僚並不看好蕭衍，人人毫不在意，而江淹早已料到即将改朝换代，所以脫去官服，秘密投奔萧衍。萧衍授以冠軍將軍、祕書監之職，不久兼職司徒左長史。
南朝梁天監元年（502年）萧衍逼迫齐和帝让位，建立梁朝。江淹又在梁朝担任官职，轉遷相國右長史。这已经是江淹为官的第三个朝代，这次他的官职是散骑常侍、左卫将军，并被封为临沮县开国伯，食邑四百户。江淹乃謂子弟曰：「我本來是清貧的官吏，不求富貴，如今忝竊，遂至於此。平生言止足之事，亦以備矣。人生行樂，須富貴何時。我功名既立，正欲歸身田野。」同年又因病迁任金紫光禄大夫（退休用的高位閒職），改封醴陵伯。
天監四年（505年），江淹逝世，享年六十二歲，梁武帝萧衍为他身穿素服致哀，諡江淹為「憲」。江淹死後埋葬在江墓店（今民權縣李堂南岳莊）。江淹的兒子江蒍承繼爵位，官至長城令。普通四年（523年），蕭衍追念江淹的功績，又封江蒍為吳昌伯。

## “江郎才尽”
“江郎才尽”这个典故语出南朝梁钟嵘《诗品·齐光禄江淹》，其記載如下：“初，淹罢宣城郡，遂宿冶亭，梦一美丈夫，自称郭璞，谓淹曰：‘我有笔在卿处多年矣，可以见还。’淹探怀中，得五色笔以授之。尔後为诗，不复成语，故世传江淹才尽。”
《南史·江淹传》有两段关于“江郎才尽”的故事，其中一段与《诗品》记载的相似，也是还五色笔给郭璞，不過结果為“尔后为诗绝无美句”，並没有《诗品》记载的“不复成语”那么严重，只是作诗没有什么精彩之处而已。劉璠著作的《梁典》則記載著：「嘗夢郭璞謂之曰：君借我五色筆，今可見還。淹即探懷以筆付璞，自此以後，材思稍減。」表示寫作文章仍然優異，只是「材思稍減」罷了。《蒙求》註引《典略》也記載著：「江淹少夢人授以五色筆，因而有文章。」
另一段是说：江淹在宣城太守卸任回来的路上，偶宿於禪靈寺，夜晚梦见一人自称张景阳（西晋文学家张协，字景阳）对他说：“从前我把一匹锦寄存在你那里，现在可以还给我了。”江淹从怀中拿出几尺锦给他，结果这个人却生气地说：“怎么只剩这么点了？”然后回头看见丘迟（南朝文学家）就对他说：“剩下的几尺没什么用，送给你。”于是从此江淹的辞赋文章就“踬矣”（不行了）。
各種觀點
后人不满足于《诗品》和《南史》的故事，试图探讨江淹晚年，尤其是自宣城太守卸任后，作品不如从前的真实原因。根据现代学者曹旭在《诗品集注》中的总结，清朝以前对江淹才尽的解释主要有四种观点：
1. 江淹晚年遇到喜好文墨而又气量狭窄的梁武帝，不敢以文才凌驾于帝王之上，所以故意“藏拙”，不是真的才尽。
2. 江淹对当时流行的“永明体”文风不满，但无力与之抗衡，只能搁笔表示抗议。
3. 江淹由于生活环境改变，晚年已身居高位，俗务缠身，没有时间进行文学创作。
4. 江淹真的才尽了，归还五色笔和锦的梦就是“才尽”的征兆。

## 作品
江淹以诗赋作品闻名于世，也有部分散文传世，其中以“赋”最为世人称道。此外，江淹还担参与过南齐朝国史的修撰，因此也著有史书。

### 文集
江淹的作品，根據《自序傳》說「自少及長，未嘗著書，惟集十卷，謂此足矣」，則有十卷，這是江淹任南朝齊的中書侍郎時的記錄。根據《梁書·江淹傳》的記載，「凡所著述百餘篇，自撰為《前》、《後》集」，可知他後來又有了很多作品問世，自己輯錄為前後兩集。《隋書·經籍志》記載：「《江淹集》九卷，《江淹後集》十卷。」可能到了隋朝時《前集》已經失佚一卷。但是《舊唐書》記載的卻是「《江淹前集》十卷，《江淹後集》十卷」（《新唐書》與此略同），反而比隋朝多出一卷，可能是找回散佚的那卷，也可能是另外補充輯錄了一卷。唐朝之後，大多記載為十卷。
現存江淹文集已經不是《隋書》記載的《江淹集》和《江淹後集》，有三個不同的版本：
- 編入《四庫全書》的江淹文集，採用的是清朝乾隆年間，考城梁賓根據明朝汪士賢、張溥刊本，和睢州湯斌家鈔本參互校訂而成的，共四卷。
- 編入《四部叢刊》的江淹文集，是影印的烏程蔣氏密韻樓所藏明朝翻刻的宋朝時版本，共十卷。
- 清朝乾隆年間江昉刊本《醴陵集》，共十卷。

現存的大部分作品是江淹創作於齊武帝永明（483年-493年）之前，這些作品都收錄於江淹擔任南齊中書侍郎時自行輯錄的作品集，即《江淹前集》中。此後的作品在唐朝之後就散失了，具體原因無法稽考，現代學者曹道衡認為是江淹的後期作品品質不佳所致。

### 主要作品

#### 辞赋
- 《恨赋》
- 《别赋》
- 《伤爱子赋》
- 《哀千里赋》
- 《四时赋》
- 《丽色赋》
- 《丹砂可学赋》

#### 诗歌
- 《杂体诗三十首》

#### 散文
- 《狱中上建平王书》
- 《袁友人传》

#### 史书
- 《齐史·十志》（已佚）

江淹在南齐朝初年，曾奉命修史，完成《齐史》的体例和《齐史·十志》。唐朝刘知几在《史通》说江淹认为“史之所难，无出于志”，“故先著十志，以见其才”。《齐史·十志》现在已经失佚，但是萧子显编撰的《南齐书》大体继承了《齐史》的体例，江淹的《齐史·十志》也是萧书的史料来源之一。

## 家庭
- 江耽，江淹的祖父，丹陽縣令。
- 江康之，江淹的父親，南沙縣令，雅有才思。
- 江蒍，江淹的兒子，江淹死後承繼其爵位。
- 江艽，江淹的儿子，早亡，江淹为之写有《伤爱子赋》
- 江才君，江淹的女兒，蕭誕兒子的妻子。

## 文學成就
江淹在辭賦方面最為突出，與鮑照並稱南朝辭賦大家。南朝辭賦發展至「江淹、鮑照」，可說是達到了頂峰。江淹的辭賦多屬抒情小賦，善於描寫人的心理，江淹最有名的《恨赋》、《别赋》與鮑照的《蕪城賦》、《舞鶴賦》並稱南朝辭賦的絕唱。此外，他的《去故鄉賦》、《青苔賦》、《待罪江南思北歸賦》等，表達出被貶為建安吳興令時的失意和思鄉。
江淹也是南朝駢文大家，與鮑照、徐陵、劉峻齊名。江淹在獄中寫給劉景素的《詣建平王書》是最為知名的，文章辭氣激昂高亢，不亢不卑，字行間流露出真實情感。此外，江淹的《報袁叔明書》、《與交友論隱書》等，皆為當時名篇。
江淹的詩作也有不少上乘之作，特色在於意趣深遠，在齊、梁諸家中亦為優秀者，尤其以《渡泉嶠出諸山之頂》、《仙陽亭》、《遊黃蘗山》等猶具特色。江淹在詩歌方面的特色是善於擬古。江淹勤學古人的作品，使他寫出許多在流麗中又含有峭拔蒼勁的詩篇。因此，南朝文學批評家鍾嶸在《詩品》中說江淹「善於摹擬」。

## 評價
- 《梁書》作者姚思廉：「江淹、任昉，並以文采，妙絕當時。」
- 《隋書》作者魏徵：「濟陽江淹、吳郡沈約、樂安任昉等，並學窮書圃，思極人文，縟綵鬱於雲霞，逸響振於金石。」
- 《文心雕龍》記載：「辭須蒨秀，意取柔靡，皆入此類．若江淹《恨賦》、孔稚圭《北山移文》之流是也。」
- 《詩品》作者鍾嶸：「文通詩體總雜，善於摹擬，筋力於王微，成就於謝朓。」
- 《金樓子》作者蕭繹：「任昉、孔廣、江淹之儔，皆當時之傑，號士林也。」
- 《池北偶談》作者王士禎：「前人擬古莫妙於陸機、江淹。馮班雲：『江、陸擬古詩，如搏猛虎，禽生龍，急與之角力不暇，氣格悉敵。今人擬古，如床上安床，但覺怯處，種種不逮。』此論良是。」
- 《鈍吟雜錄》作者馮班：「陸士衡《擬古詩》、江淹《擬古三十首》，如摶猛虎，捉生龍，急與之較，力不暇，氣格悉敵。今人擬詩，如床上安床，但覺怯處種種不逮耳。然前人擬詩，往往只取其大意，亦不盡如江、陸也。」
- 《詩學源流考》作者魯九皋：「梁繼齊統，何遜、沈約、范雲、任昉、江淹、柳惲、吳均一時並起。」

## 名句
- “黯然销魂者，唯别而已矣！”（《别赋》）
- “万壑共驰鹜，百谷争往来。”（《渡泉峤出诸山之顶》）

## 延伸阅读
[在维基数据编辑]
 在维基文库阅读此作者作品
 《梁書/卷14》，出自姚思廉《梁書》
 《南史·卷59》，出自李延壽《南史》

### 腳註
1. ↑  根據越智重明的研究，宋、齊時州從事、奉朝請起家的人士，一律被歸列為非清流的次門士族（次於王謝袁蕭等甲族，故稱次門），參見氏著：《魏晉南朝の貴族制》（東京：研文出版，1982），第五章〈制度的身分＝族門制をめぐって〉，頁233-273。濟陽江氏則從劉宋末期開始，出現內部分化的高低現象，因此雖有甲族高門的江斆存在，也有宋末齊初被稱為「寒士」的江謐（《南齊書‧江謐傳》：「(江謐)解褐奉朝請……(齊高帝)敕曰：『江謐寒士，誠當不得競等華儕。然甚有才幹，堪為委遇，可遷掌吏部』）。另外《梁書‧何點傳》載：「(何)點雅有人倫鑒，多所甄拔。知吳興丘遲於幼童，稱濟陽江淹於寒素，悉如其言」，說明「少孤貧」的江淹，確實在當時被認知為寒士或寒門。
2. ↑  《梁書‧何點傳》：「(何點)家本甲族，亲姻多贵仕……士大夫多慕从之，时人号为“通隐”……(何)點雅有人倫鑒，多所甄拔。知吳興丘遲於幼童，稱濟陽江淹於寒素，悉如其言」。

### 書目
1. 姚思廉，《梁书·列传第八》。
2. 李延寿，《南史·列传第四十九》。
3. 沈约，《宋书·本纪第九》。
4. 江淹原著，胡之骥、李长路注释，《江文通集汇注》，中华书局，1984年。
5. 屠青，《近十年江淹研究综述》，出自《中州学刊》。2005年第1期：174-178页。
6. 陈涛，《江淹“才尽”说新解》，出自《贵州社会科学》。2004年第1期：73-75页。
7. 興膳宏，《六朝詩人傳》，大修館書店，2000年。ISBN 978-4469232134。
8. 興膳宏，《六朝詩人群像》，大修館書店，2001年。ISBN 978-4469231786。
9. 俞紹初、張亞新，《江淹集校注》，中州古籍出版社，1994年。ISBN 978-7534800625。
10. 越智重明，《魏晋南朝的贵族制》，研文出版，1982年。